# Moteur XD Indenor
Le moteur XD Indenor est un moteur thermique automobile à combustion interne, diesel à quatre temps, avec quatre cylindres en ligne chemisés, bloc en fonte, refroidi par eau, doté d'un vilebrequin cinq paliers, avec arbre à cames latéral (avec culbuteurs et tiges de culbuteurs), commandé par une chaîne de distribution mise à part les types XD85 et XD88 (entrainement par cascade de pignon), avec une culasse en aluminium, huit soupapes en tête, développé et produit par la société Indenor entre 1963 et 1992.

## Histoire
Le moteur XD a été très utilisé par Peugeot, dont il a fait une marque leader dans le domaine des voitures diesel. Les origines de ce bloc remontent à 1959, au lancement de la Peugeot 403 Diesel équipée du moteur TMD 85 (1.8 D), qui a servi de base au XD. De nombreuses voitures seront équipées de ce dernier, non seulement des Peugeot mais aussi des modèles de marques concurrentes. Le moteur jouissait d'une réputation de grande robustesse et, notamment à ses débuts, de faible consommation.
Le moteur XD a été décliné en 8 versions, présentées dans le tableau suivant. Toutes les puissances sont exprimées en chevaux DIN, sauf celles des moteurs installés dans la Peugeot 404, en chevaux SAE.
| Types | Alésage/ et Course | Cylindrée | Taux de compression | Alimentation                                     | Puissance (ch à tr/min) | Couple (N m à tr/min) | Applications                               | Année de production |
| ----- | ------------------ | --------- | ------------------- | ------------------------------------------------ | ----------------------- | --------------------- | ------------------------------------------ | ------------------- |
| XD85  | 85x80              | 1 816 cm3 | 21                  | Diesel atmosphérique à injection indirecte       | 55                      | -                     | Peugeot 404 Diesel Commerciale / Familiale | 1962-64             |
| XD88  | 88x80              | 1 948 cm3 | 21                  | Diesel atmosphérique à injection indirecte       | 68/4500                 | 119/2250              | Peugeot 404 Diesel                         | 1963-72             |
| XD88  | 88x80              | 1 948 cm3 | 21                  | Diesel atmosphérique à injection indirecte       | 65                      | -                     | Peugeot 404 Diesel                         | 1972-75             |
| XD88  | 88x80              | 1 948 cm3 | 21                  | Diesel atmosphérique à injection indirecte       | 56/4500                 | 121/2000              | Peugeot 504 LD                             | 1973-79             |
| XD88  | 88x80              | 1 948 cm3 | 21                  | Diesel atmosphérique à injection indirecte       | 56/4500                 | 121/2000              | Peugeot 504 Commerciale Diesel             | 1972-74             |
| XD88  | 88x80              | 1 948 cm3 | 21                  | Diesel atmosphérique à injection indirecte       | 48                      | -                     | Peugeot J7 1400 kg Diesel                  | 1965-78             |
| XD90  | 90x83              | 2 112 cm3 | 22.2                | Diesel atmosphérique à injection indirecte       | 65/4500                 | 126/2000              | Peugeot 504 Diesel / 504 GLD 2.1           | 1970-80             |
| XD90  | 90x83              | 2 112 cm3 | 22.2                | Diesel atmosphérique à injection indirecte       | 65/4500                 | 126/2000              | Peugeot 504 Diesel Break                   | 1971-79             |
| XD90  | 90x83              | 2 112 cm3 | 22.2                | Diesel atmosphérique à injection indirecte       | 65/4500                 | 126/2000              | Peugeot 504 Break GLD 2.1                  | 1977-78             |
| XD90  | 90x83              | 2 112 cm3 | 22.2                | Diesel atmosphérique à injection indirecte       | 65/4500                 | 126/2000              | Peugeot 504 Familiale Diesel 2.1           | 1971-77             |
| XD90  | 90x83              | 2 112 cm3 | 22.2                | Diesel atmosphérique à injection indirecte       | 65/4500                 | 126/2000              | Peugeot 504 GRD/SRD                        | 1980-83             |
| XD90  | 90x83              | 2 112 cm3 | 22.2                | Diesel atmosphérique à injection indirecte       | 65/4500                 | 126/2000              | UMM 4x4                                    | 1977-82             |
| XD90  | 90x83              | 2 112 cm3 | 22.2                | Diesel atmosphérique à injection indirecte       | 65/4500                 | 126/2000              | Ford Granada Mk2                           | 1977-85             |
| XD90  | 90x83              | 2 112 cm3 | 22.2                | Diesel atmosphérique à injection indirecte       | 65/4500                 | 126/2000              | Peugeot J7 1400 kg Diesel                  | 1978-80             |
| XD2   | 94x83              | 2 304 cm3 | 22.2                | Diesel atmosphérique à injection indirecte       | 70/4500                 | 134/2000              | Peugeot 504 GLD 2.3                        | 1978-80             |
| XD2   | 94x83              | 2 304 cm3 | 22.2                | Diesel atmosphérique à injection indirecte       | 70/4500                 | 134/2000              | Peugeot 504 Break GLD 2.3                  | 1978-80             |
| XD2   | 94x83              | 2 304 cm3 | 22.2                | Diesel atmosphérique à injection indirecte       | 70/4500                 | 134/2000              | Peugeot 504 Familiale Diesel 2.3           | 1978-83             |
| XD2   | 94x83              | 2 304 cm3 | 22.2                | Diesel atmosphérique à injection indirecte       | 70/4500                 | 134/2000              | Peugeot 504 Break GRD 2.3                  | 1980-83             |
| XD2   | 94x83              | 2 304 cm3 | 22.2                | Diesel atmosphérique à injection indirecte       | 70/4500                 | 134/2000              | Peugeot 505 GRD/SRD                        | 1979-82             |
| XD2   | 94x83              | 2 304 cm3 | 22.2                | Diesel atmosphérique à injection indirecte       | 70/4500                 | 134/2000              | Peugeot 505 Break GLD                      | 1982                |
| XD2   | 94x83              | 2 304 cm3 | 22.2                | Diesel atmosphérique à injection indirecte       | 70/4500                 | 134/2000              | Ford Sierra Mk1 2.3 D                      | 1982-89             |
| XD2   | 94x83              | 2 304 cm3 | 22.2                | Diesel atmosphérique à injection indirecte       | 70/4500                 | 134/2000              | Peugeot J7 1800 kg Diesel                  | 1978-80             |
| XD2   | 94x83              | 2 304 cm3 | 22.2                | Diesel atmosphérique à injection indirecte       | 70/4500                 | 134/2000              | UMM 4x4                                    | 1982-1984           |
| XD2S  | 94x83              | 2 304 cm3 | 21                  | Turbo diesel à injection indirecte               | 80/4150                 | 185/2000              | Peugeot 505 GRD Turbo/SRD Turbo            | 1981-84             |
| XD2S  | 94x83              | 2 304 cm3 | 21                  | Turbo diesel à injection indirecte               | 80/4150                 | 185/2000              | Peugeot 604 2.3 DTurbo/GRD Turbo/SRD Turbo | 1979-83             |
| XD2S  | 94x83              | 2 304 cm3 | 21                  | Turbo diesel à injection indirecte               | 80/4150                 | 185/2000              | Talbot Tagora 2.3 DT                       | 1980-83             |
| XD3   | 94x90              | 2 498 cm3 | 23                  | Diesel atmosphérique à injection indirecte       | 75/4500                 | 148/2000              | Peugeot 505 GLD                            | 1982-92             |
| XD3   | 94x90              | 2 498 cm3 | 23                  | Diesel atmosphérique à injection indirecte       | 75/4500                 | 148/2000              | Peugeot 505 GRD                            | 1981-87             |
| XD3   | 94x90              | 2 498 cm3 | 23                  | Diesel atmosphérique à injection indirecte       | 75/4500                 | 148/2000              | Peugeot 505 SRD                            | 1981-82             |
| XD3   | 94x90              | 2 498 cm3 | 23                  | Diesel atmosphérique à injection indirecte       | 75/4500                 | 148/2000              | Peugeot 505 Break GLD/Break GRD            | 1982-92             |
| XD3   | 94x90              | 2 498 cm3 | 23                  | Diesel atmosphérique à injection indirecte       | 75/4500                 | 148/2000              | Peugeot 505 Break SRD                      | 1982-84             |
| XD3   | 94x90              | 2 498 cm3 | 23                  | Diesel atmosphérique à injection indirecte       | 75/4500                 | 148/2000              | Peugeot 505 Familiale Diesel               | 1982-88             |
| XD3   | 94x90              | 2 498 cm3 | 23                  | Diesel atmosphérique à injection indirecte       | 75/4500                 | 148/2000              | Peugeot 505 GRD Familiale                  | 1986-91             |
| XD3   | 94x90              | 2 498 cm3 | 23                  | Diesel atmosphérique à injection indirecte       | 75/4500                 | 148/2000              | Peugeot P4                                 | -                   |
| XD3   | 94x90              | 2 498 cm3 | 23                  | Diesel atmosphérique à injection indirecte       | 75/4500                 | 148/2000              | UMM Alter 4x4                              | 1985-86             |
| XD3   | 94x90              | 2 498 cm3 | 23                  | Diesel atmosphérique à injection indirecte       | 75/4500                 | 148/2000              | UMM Alter II 4x4                           | 1986-94             |
|       |                    |           |                     |                                                  |                         |                       | Ford Scorpio                               | 1985-92             |
| XD3T  | 94x90              | 2 498 cm3 | 21                  | Turbo diesel à injection indirecte               | 95/4150                 | 206/2000              | Peugeot 505 GTD Turbo                      | 1983-85             |
| XD3T  | 94x90              | 2 498 cm3 | 21                  | Turbo diesel à injection indirecte               | 95/4150                 | 206/2000              | Peugeot 505 SRD Turbo                      | 1985-87             |
| XD3T  | 94x90              | 2 498 cm3 | 21                  | Turbo diesel à injection indirecte               | 95/4150                 | 206/2000              | Peugeot 505 STD Turbo                      | 1988                |
| XD3T  | 94x90              | 2 498 cm3 | 21                  | Turbo diesel à injection indirecte               | 95/4150                 | 206/2000              | Peugeot 505 Break GTD Turbo                | 1985-86             |
| XD3T  | 94x90              | 2 498 cm3 | 21                  | Turbo diesel à injection indirecte               | 95/4150                 | 206/2000              | Peugeot 604 GTD Turbo                      | 1983-85             |
| XD3T  | 94x90              | 2 498 cm3 | 21                  | Turbo diesel à injection indirecte               | 95/4150                 | 206/2000              | Ford Scorpio MK1 2.5TD                     | 1985-94             |
| XD3TE | 94x90              | 2 498 cm3 | 21                  | Turbo diesel à injection indirecte + intercooler | 110/4150                | 235/2000              | Peugeot 505 GTD Turbo                      | 1986-92             |
| XD3TE | 94x90              | 2 498 cm3 | 21                  | Turbo diesel à injection indirecte + intercooler | 110/4150                | 235/2000              | Peugeot 505 STD Turbo                      | 1992                |
| XD3TE | 94x90              | 2 498 cm3 | 21                  | Turbo diesel à injection indirecte + intercooler | 110/4150                | 235/2000              | Peugeot 505 Break GTD Turbo                | 1987-88             |
| XD3TE | 94x90              | 2 498 cm3 | 21                  | Turbo diesel à injection indirecte + intercooler | 110/4150                | 235/2000              | UMM Alter II 4x4 2.5D Turbo Intercooler    | 1987-94             |

## Les autres constructeurs
Le moteur XD a équipé certains véhicules tout-terrain du constructeur indien Mahindra, certaines camionnettes Leyland, certaines camionnettes IAME Rastrojero , et quelques modèles GAZ Volga.et aussi le type HY de Citroen de même que le fourgon Opel Blitz des années 70 .Les versions XD2 et XD3 ont également été montées sur les Jeep UAZ, importées en Italie par la firme Martorelli, comme le modèle Jeep UAZ-469, pour remplacer le moteur essence de 2 445 cm3 à carburateur d'origine par le XD3 de 2 498 cm3.

## Comment identifier un moteur XD INDENOR[1]
Le moyen le plus simple d'identifier un moteur XD Indenor est d'utiliser les 3 premiers chiffres du numéro de série.
Le numéro de série est gravé sur le bloc au-dessus de la pompe d'injection, comme indiqué sur la figure.
Table d'identification basée sur les 3 premiers chiffres du numéro de série :
| Le numéro de série commence par : | Capacité moteur (cm³) | Code moteur | Puissance (ch) |
| ?                                 | 1816                  | XD85        | 55             |
| 113                               | 1948                  | XD88        | 56, 65, 68     |
| 115                               | 2112                  | XD4-90      | 65             |
| 130                               | 1948                  | XDP88       | 48             |
| 131                               | 2112                  | XDP90       | 57             |
| 134                               | 2304                  | XD2         | 70             |
| 138                               | 2304                  | XD2P        | 66,5           |
| 147                               | 2304                  | XD2S        | 80 (turbo)     |
| 152A                              | 2498                  | XD3T        | 95 (turbo)     |
| 152B                              | 2498                  | XD3TE       | 110 (turbo)    |
| 155                               | 2498                  | XD3         | 76             |
| 157                               | 2498                  | XD3P        | 73             |